# John James (homme politique, 1981)
Pour les articles homonymes, voir John James.
John Edward James, né le 8 juin 1981 à Détroit, est un homme politique américain. Membre du Parti républicain, il représente le 10e district du Michigan à la Chambre des représentants des États-Unis depuis 2023.

## Biographie
Après avoir terminé ses études à l'académie militaire de West Point, John James sert dans l'armée américaine, notamment comme pilote d'hélicoptère pendant la guerre d'Irak. Il devient ensuite homme d'affaires.
En septembre 2017, il annonce sa candidature aux élections sénatoriales de 2018 contre la démocrate Debbie Stabenow. En juillet 2018, quelques jours avant la primaire républicaine, il reçoit le soutien du président Donald Trump et du vice-président Mike Pence. Il remporte alors l'investiture, mais perd l'élection générale du 6 novembre contre Stabenow.
En avril 2019, il se déclare de nouveau candidat au Sénat pour les élections de 2020, cette fois-ci pour le siège du démocrate Gary Peters.  Une nouvelle fois vainqueur de la primaire républicaine, il perd l'élection du 3 novembre pour moins de deux points contre Peters.
En janvier 2022, il annonce sa candidature aux élections à la Chambre des représentants de novembre dans le dixième district du Michigan, dont les contours ont été redessinés. Il remporte l'élection contre le démocrate Carl Marlinga.
Il remporte un second mandat en novembre 2024, de nouveau contre Carl Marlinga.
En avril 2025, il annonce qu'il ne sera pas candidat à sa réélection en 2026, afin de briguer l'investiture républicaine pour le poste de gouverneur du Michigan.

## Vie personnelle
James est résident de Farmington Hills avec sa femme Elizabeth et ses trois enfants.